# Ulli Schäfer
Ulli Schäfer (* 1983 in Gera) ist ein deutscher Politiker (CDU) und Landrat im Landkreis Greiz.

## Leben
Ulli Schäfer wuchs in Münchenbernsdorf auf und lebt auch dort.
Im Februar 1999 wurde er Mitglied der CDU Greiz und der Jungen Union Greiz. Ehrenamtlich ist er seit 2022 Kreisvorsitzender der CDU im Landkreis Greiz und war zuvor 12 Jahre stellvertretender Kreisvorsitzender von Martina Schweinsburg.
Von Mai 2004 bis Mai 2024 war er Mitglied im Kreistag vom Landkreis Greiz, davon zehn Jahre CDU-Fraktionsvorsitzender und Ausschussvorsitzender. 2004 war er mit 21  Jahren jüngster Kommunalpolitiker Thüringens, welcher direkt in einen Stadtrat und Kreistag gewählt wurde. Am 9. Juni 2024 gewann er die Wahl zum Landrat im Landkreis Greiz als Nachfolger von Martina Schweinsburg.
Seit 2023 ist er Präsident des DRK-Kreisverbandes Landkreis Greiz e. V., der größten Hilfs- und Hilfsorganisationen im Landkreis Greiz. Zuvor war er sechs Jahre erster Vizepräsident und 15 Jahre Kreisleiter des Jugendrotkreuzes. 
Ulli Schäfer erreichte für die Stadt Greiz die Arbeitspflicht für Asylbewerber zu 100 Prozent umzusetzen. Jeder Asylbewerber im Landkreis Greiz muss einer gemeinnützigen Arbeit nachgehen.